# Slovenský futbalový zväz
Der Slovenský futbalový zväz (SFZ) ist der slowakische Fußballverband. Er hat seinen Sitz in Bratislava und ist mit rund 430.000 Mitgliedern die größte Organisation des Landes.
Der SFZ ist zuständig für die Organisation des Fußballs in der Slowakei und ist somit unter anderem für die Slowakische Fußballnationalmannschaft verantwortlich. Zudem ist er Ausrichter der höchsten Ligen Corgoň liga, 1. Liga, 2. Liga und der 1. Liga der Damen sowie des Slowakischen Pokals.
Der Verband wurde am 4. November 1938 gegründet und wurde 1939 Mitglied der FIFA. Nach 1945 war der SFZ erneut Teil des Tschechoslowakischen Fußballverbands. Nach der Teilung der Tschechoslowakei und der Unabhängigkeit der Slowakei wurde der Verband 1993 Mitglied der FIFA und ein Jahr darauf Mitglied der UEFA.

## UEFA-Fünfjahreswertung
Platzierung in der UEFA-Fünfjahreswertung:
(in Klammern die Vorjahresplatzierung). Die Kürzel CL, EL und CO hinter den Länderkoeffizienten geben die Anzahl der Vertreter in der Saison 2025/26 der Champions League, der Europa League sowie der Conference League an.
- 27.  (27)  Bulgarien (Liga, Pokal) – Koeffizient: 20.375 – CL: 1, EL: 1, CO: 2
- 28.  (29)  Aserbaidschan (Liga, Pokal) – Koeffizient: 20.125 – CL: 1, EL: 1, CO: 2
- 29.  (28)  Slowakei (Liga, Pokal) – Koeffizient: 19.625 – CL: 1, EL: 1, CO: 2
- 30.  (31)  Slowenien (Liga, Pokal) – Koeffizient: 13.250 – CL: 1, EL: 1, CO: 2
- 31.  (32)  Moldau (Liga, Pokal) – Koeffizient: 13.125 – CL: 1, EL: 1, CO: 2

Stand: Ende der Europapokalsaison 2023/24